# 袁昶
袁昶（1846年—1900年7月28日），原名振蟾，字爽秋，号重黎，浙江桐庐人。清朝官员，官至太常寺卿。庚子事变时，因主和直谏被慈禧斬殺，後得平反，追谥忠节，与徐用儀、许景澄、聯元、立山合称“庚子被禍五大臣”。袁昶也是同光体浙派诗人的代表。

## 生平
袁昶家境贫寒，先师从闽县高伯年，后进入上海龙门书院，师从刘熙载。同治六年（1867年），以廪生参加浙江省乡试，中举人，光绪二年（1876年），恩科进士，殿试二甲，授户部主事。光绪四年兼袭云骑尉世职。光绪九年充总理各国事务衙门章京。光绪十二年（1886年）充会典馆纂修官、补户部江西司员外郎。
光绪十八年（1892年），以员外郎出任徽宁池太广道道台，在任上他严约僚属，痛抑胥吏，进行了多项变革：
- 兴建教育--按照“中学为体、西学为用”扩办芜湖中江书院，在中江书院原舍之外，设“经义”、“治事”两斋。增设经史、性理、舆算、格致（物理）等实用学科。购书数万卷在中江书院建立藏书楼--尊经阁。
- 增加税收--清厘关税，汰常关耗费岁万八千金，悉还诸公。还设立谷米出口税，由于每年出口谷米数千万石，所以收入可观。
- 兴修水利--捐银五千两，并亲自督修了芜湖西南自大关亭至鲁港十二里的滨江圩堤，还新建三百七十丈大堤。从此可以蓄水，可以泄洪，天地村舍不再受洪水的威胁。
- 此外还进行了芜湖设立邮局，加强武装等多项措施。

光绪二十四年（1898年），袁昶升迁为陕西按察使，还没到任，又被提拔为江宁布政使，后被调到直隶。不久，被召回朝廷，以三品京堂在总理衙门行走，同年授二品衔，后又授光禄寺卿、太常寺卿。
当时朝廷财政匮乏，朝廷讨论增加厘税弥补不足，袁昶表示反对，认为“增厘税，名病商，实病民，不可增议”。

## 庚子事变

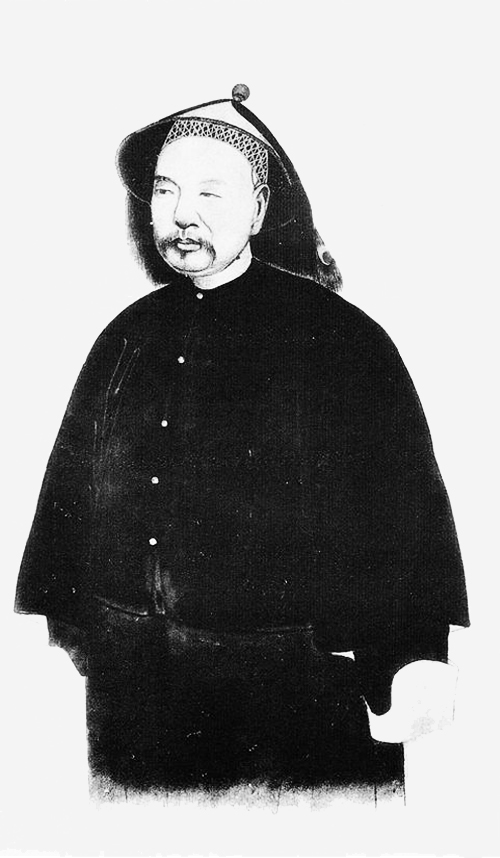
《庚子辛亥忠烈像赞》之袁昶像

光绪二十三年（1897年），因曹州教案，德国趁机出兵强占胶州湾，光绪帝下诏求言。袁昶向朝廷条陈了时政二万言书，提出：

德突据胶湾，其祸急而小；俄自西北至东北，与我壤地相错，蒙喀四十八部将折入异域，其祸纡而大。宜及今预练劲旅，痛革吉、奉华靡风习。自顷兵力不能议战，要不可不议守。我朝八旗初制，文武不分途，京外不分途，人皆兵，官皆将，故人才盛，国势强。承平日久，文法繁密，诸臣救过之不暇，於是相率为乡愿，而举国之人才靡矣！金田洪、杨之乱，其始一小民耳，犹穷全国之力仅而克之，况诸国互肆蚕食之心，有不乘吾敝而攻吾之短者哉？夫敌国外患，为殷忧启圣之资。苟得其人，毋拘以文法，则理财、练兵、防海、交邻之策，可次第就理。

光绪帝亲自将其纲要书写在册子中，下发大臣们议行。
光绪二十六年（1900年）山东兴起义和团，杀戮外国教士。慈禧太后和端王载漪想利用义和团的力量对付列强，准备攻打各国公使馆。袁昶向朝廷上了一道二千五百余言的奏疏。 五月十二日（6月8日），慈禧太后在仪鸾殿召开御前会议，袁昶慷慨陈词，与袁昶关系较好的吏部侍郎许景澄、兵部尚书徐用仪和内阁学士联元都支持袁昶的意见，光绪帝握住许景澄的手而哭泣。五月二十一日（6月17日）八国联军攻战大沽炮台。五月二十二日（6月18日） 袁昶于上《急救目前危局折》。 6月21日，清政府以光緒的名義，向英、美、法、德、意、日、俄、西、比、荷、奧十一国同時宣戰。义和团及朝廷军队圍攻各國在北京的使館。袁昶又上一奏疏，力言奸民不可纵，使臣不宜杀，但没有结果。后袁昶又和许景澄一起写了第三道奏疏《请惩祸首以遏乱源而救危局》，严劾酿乱大臣，但这道奏折尚未来及奏报，载漪等人已采取了行动，令刑部尚书赵舒翘将袁昶等人下狱。7月27日，袁昶在被骗出家门后被关押，七月初三（7月28日），袁昶与许景澄在菜市口被处死。第二天，慈禧太后发出上谕说“太常卿袁昶、礼部侍郎许景澄，屡次被人奏參，声名恶劣。平日办理洋务，各存私心，每遇召见时，任意妄奏，莠言乱政，且语多离间，有不忍言者，实属大不敬。若不严行惩办，何以整肃群僚！袁昶、许景澄均着即行正法，以昭炯戒。”

## 身后

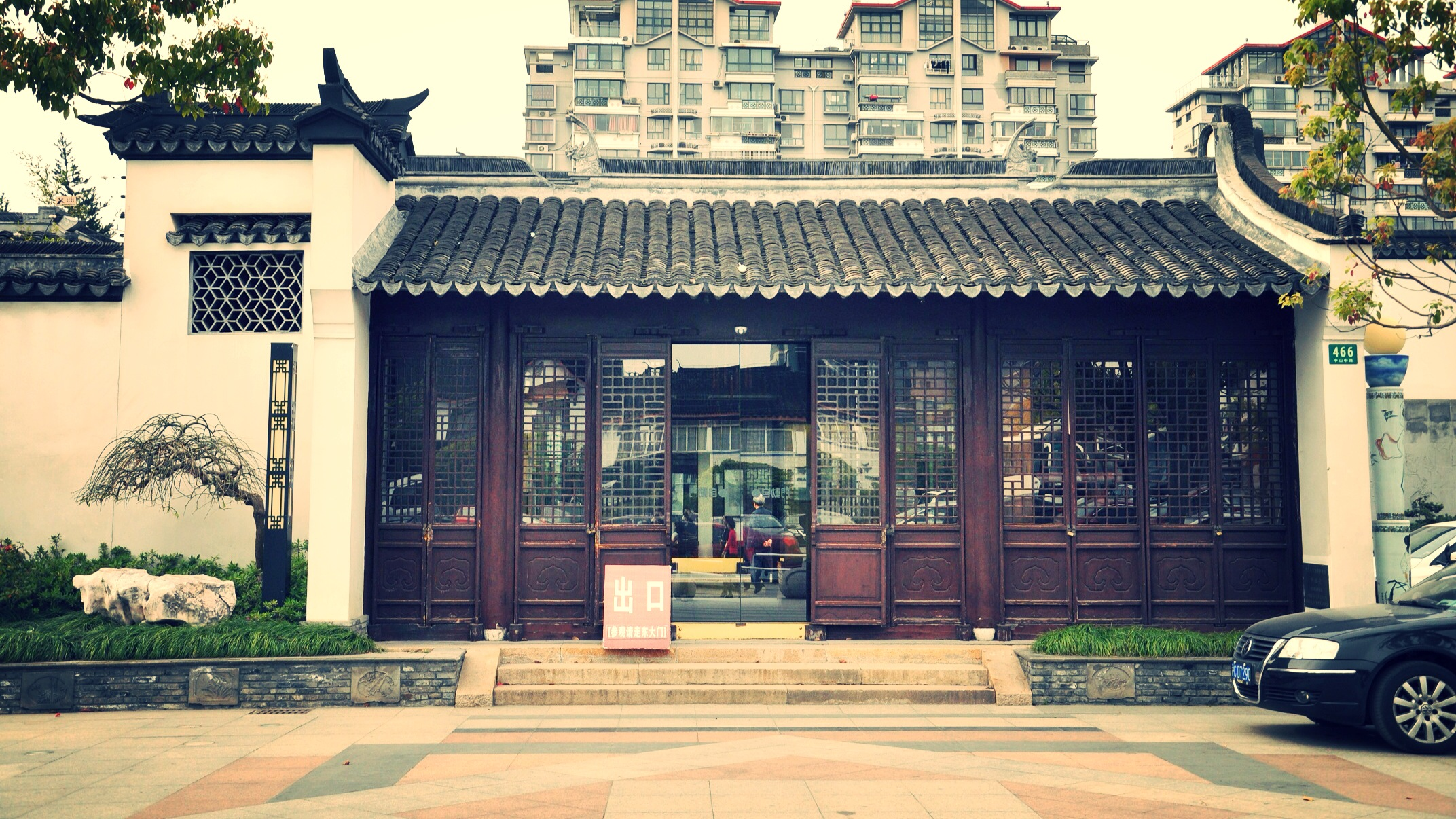
上海袁昶故居，現為松江區文物保護單位

1900年12月，八国联军退出北京。十二月二十五日，光绪发布上諭，宣布为袁昶等人平反，“開複原官”。平反后，芜湖人把江中书院改建为袁太常祠祭祀袁昶。宣统元年（1909年）又追谥忠节，五月，宣统下诏在杭州西湖孤山南麓敕建三忠祠。奉祀袁昶、许景澄、徐用仪三人。宣统二年(1910年)，芜湖人建怀爽楼纪念袁昶。
女儿袁季兰（1889-1967），嫁浙江东阳吴家，生子女六人，小儿子叫吴维僔，教名“以巴弗”，是一个执着的基督徒。

## 著作
袁昶一生著作很多，已刊行的有《渐西村人初集》13卷，《安般簃诗续钞》10卷，《春闱杂咏》1卷，《水明楼集》1卷，《于湖小集》7卷，《参军蛮语止斋杂著》若干卷。袁昶还将农桑、兵、医、舆地、治术、掌故等书编成一部《渐西村舍丛刻》。